# عنف في سامبال 2024
في 24 نوفمبر 2024، اندلعت أعمال عنف في سامبال (بالإنجليزية: 2024 Sambhal violence) أثناء مسح أجرته هيئة المسح الأثري الهندية لمسجد شاهي جامع، وهو مسجد عمره 500 عام. يعد المسجد من المعالم الأثرية المحمية من قبل الدولة، في ولاية أتر برديش الهندية. تم البدء في المسح في أعقاب مزاعم تفيد بأن المسجد تم بناؤه على أنقاض معبد هندوسي؛ يُزعم بأن المعبد سبق هدمه خلال سلطنة مغول الهند. جرى المسح الأول بسلام، لكن تصاعد التوتر خلال المسح الثاني؛ عندما تم تصريف خزانالوضوء المستخدم قبل الصلاة في المسجد، بزعم التحقق من العمق، مما أدى إلى انتشار شائعات حول حفر المسجد. حاول رئيس لجنة المسجد إقناع الناس بأن المسجد لم يتعرض للهدم. بينما إطمأن البعض وغادروا، لكن ظل آخرون غاضبين.
أدى الحادث إلى مقتل خمسة مسلمين. وأصيب العشرات، من بينهم نحو 20 من أفراد الأمن.

## الأحداث
يعتبر الهندوس سامبال مدينة مقدسة، وتعتبر العديد من البورانات والنصوص الأخرى بأن المدينة مسقط رأس كالكي، التجسد العاشر لفيشنو. كان مسجد شاهي جامع الواقع في سامبال محور نزاع عقب مزاعم تفيد بأن المسجد تم بناؤه على أنقاض معبد شري هاري، ويُزعم بأن الحاكم المغولي ظهير الدين بابر هدم المعبد المزعوم في أوائل القرن السادس عشر. ردًا على الالتماس الذي رفعته مجموعة من المدعين الهندوس، كجزء من دعوى مدنية تطالب بالحق في الوصول إلى المسجد. أمرت المحكمة المدنية في سامبال بإجراء مسح لمباني المسجد. تم إجراء المسح تحت إشراف مفوض المحامين، وقاضي المنطقة، والشرطة. هدف المسح للتحقق من تلك الادعاءات.
قدمت هيئة المسح الأثري الهندي ردًا إلى المحكمة، وأعربت عن مخاوفها من أن التغييرات غير المصرح بها على هيكل المسجد من قبل لجنة الإدارة غير قانونية ويجب تقييدها.
المسجد معلم محمي، تم تصنيفه على هذا النحو بموجب قانون الحفاظ على الآثار القديمة 1904، حيث لا يُسمح بالعبادة فيه للحفاظ على سلامته التاريخية. زعم محامي الجانب الهندوسي بأن الارتباك بشأن عملية تصريف خزان الوضوء بشكل روتيني أثناء المسح أثار التوترات، مما أدى إلى اعتقاد المتجمعين بالخارج بأن أعمال حفر كانت تجري.
قال نواب المعارضة بأن بعض الأشخاص المرافقين للجنة المسح المعينة من قبل المحكمة في المسجد هتفوا "جاي شري رام" لاستفزاز المسلمين، بحضور كبار المسؤولين في الشرطة والمقاطعة، مع مقطع فيديو للحادث نشره أخيليش ياداف. أدعى نواب المعارضة في أتر برديش بأن تعسف الشرطة ساهم في أعمال العنف التي أودت بحياة خمسة أشخاص، وطالبوا المحكمة العليا بالتحقيق في دور الإدارة.
بينما قال رئيس وزراء أتر برديش يوغي أدياتناث في الجمعية التشريعية للولاية بأن الاستطلاع تم إجراؤه بسلام خلال اليومين الأولين، ولكن الخطاب الاستفزازي خلال صلاة الجمعة[مِمَن؟]
أفسد الأجواء وأدى إلى العنف.

## ردود الفعل
انتقد حزب سماجوادي حكومة أتر برديش بشأن المسح. انتقد حزب سماجوادي حكومة أتر برديش. قال المتحدث أيضا بأن: شرطة وإدارة سامبال، إلى جانب حزب بهاراتيا جاناتا، كانت تستفز الناس في قضية مسجد شاهي جامع باسم مسح هيئة المسح الأثري.

## لاحقا
فرضت إدارة أتر برديش وفقا للمادة 144 من قانون الإجراءات الجنائية في سامبال لمنع المزيد من التجمعات والعنف المحتمل. بدأت التحقيقات لتحديد أسباب الاضطرابات وكيفية معالجتها. كما أمرت إدارة المنطقة بتعليق خدمة الإنترنت لمدة 24 ساعة.
عقب أعمال العنف، تم اعتقال 25 شخصًا، وتم رفع سبع قضايا ضد 2500 شخص. من بين المتهمين ضياء الرحمن برق، عضو البرلمان عن دائرة سامبال لوك سابها الإنتخابية من حزب سماجوادي، ونواب سهيل إقبال، نجل إقبال محمود. سيتم احتجاز المتهمين في أعمال العنف بموجب قانون الأمن الوطني الصارم.
في 29 نوفمبر 2024، وجهت المحكمة العليا الهندية محكمة سامبال الابتدائية بإيقاف الإجراءات تجاه مسجد شاهي جامع حتى تنظر محكمة الله أباد العليا في تحد لجنة المسجد لأمر المسح. حيث أمرت المحكمة بإبقاء تقرير المسح سريا وأكدت على حماية السلام في المنطقة.
شكلت حكومة أتر برديش لجنة قضائية مكونة من ثلاثة أعضاء، برئاسة قاضي محكمة الله أباد العليا للتحقيق في أعمال العنف.